# オージー・オープン (プロレス)
オージー・オープン（英語: Aussie Open）は、オーストラリア出身のプロレスラー、マーク・デイビスとカイル・フレッチャーのタッグチーム。

## 来歴
オーストラリア・シドニーのプロモーション、プロフェッショナル・レスリング・アライアンス（英語: Professional Wrestling Alliance、現:PWA Black Label）で二人は初めて出会う。デイビスは既にプロレスラーとしてデビューして国内のプロモーションを転戦していた時期で、14歳だったフレッチャーはプロレスラーを目指すためにトレーニングに励んでいたという。デイビスはその後ケガによる長期欠場を経て活動拠点をイギリスへと移り、フレッチャーは高校を卒業したのを機に、よりプロレスに打ち込めるようイギリスへと引っ越した。ほぼ同時期にイギリスを主戦場にした二人はシングルマッチで対戦した後、「オーストラリアからやってきた2人組」としてタッグを組んでほしいという要請を受け、2017年7月18日のルチャ・フォーエバー主催の大会でオージー・アサルトなるタッグチームを結成。ブリティッシュ・ストロングスタイル（ピート・ダン & トレント・セブン）と対戦したが敗戦した。
その後、チーム名をオージー・オープンに改めて本格的にチームとして組むようになり、イギリスの各プロモーションを転戦し様々なタッグ王座を奪取した。2019年には主戦場としていたレボリューション・プロレスリング（RevPro）が管理するRPWブリティッシュ・タッグ王座を獲得、Road to Royal Questと銘打たれたタッグトーナメントを制し、新日本プロレスが主催するイギリス大会ではIWGPタッグ王座にも挑戦した。
2021年9月19日、RevPro主催のHigh Stakes 2021のメインイベント終了後に登場し、ウィル・オスプレイと共にリング上にいる選手を一掃。UNITED EMPIREのTシャツを着用してユニット入りを表明した。

## 得意技
コリオリス
オージー・オープンを代表するフィニッシャー。旧名 : フィジェットスピナー。デイビスが相手の右サイドに立って、腿の裏の方から差し込んだ左手で相手の右腕を掴み、フレッチャーが左右対称になるよう右手で相手の左腕を掴んでからリフトアップ。それぞれ空いた手を相手の首の後ろに添え、固めた相手の両腕を支点に勢いよく倒れ込み、相手の体を前方回転させながらマットに叩きつける。
ダブル・アンダーフック・スパインバスター
デイビスがダブルアーム・スープレックスの体勢で担ぎ上げ、フレッチャーがそれを右肩でキャッチし、尻餅して振り子式スパイン・ボムで叩きつける合体技。
AussKO
デイビスが相手をフロント・パワースラムの形で右肩に担ぎ上げ、コーナー・セカンドロープに登ったフレッチャーがジャンプして頭部に飛びつき、そのまま落下して相手をマットに叩きつける合体式ダイヤモンド・カッター。

## タイトル歴
ATTACK! プロレスリング
- ATTACK! タッグ王座 : 2回

PWA Black Label
- PWAタッグ王座 : 1回

ウエストサイド・エクストリーム・レスリング
- wXw世界タッグ王座 : 2回

オーバー・ザ・トップ・レスリング
- OTTタッグ王座 : 1回

新日本プロレス
- STRONG無差別級タッグ王座 : 2回（初代、3代）
- NJPW STRONG無差別級タッグチームトーナメント 優勝（2022年）
- IWGPタッグ王座:(第98代)

ディファイアント・レスリング
- ディファイアント・タッグ王座 : 2回

プログレス・レスリング
- プログレス・タッグ王座 : 2回

ホープ・レスリング
- ホープ・タッグ王座 : 1回

レボリューション・プロレスリング
- RPWブリティッシュ・タッグ王座 : 2回（第21、25代）

## 入場テーマ曲
- AUSSIE AUSSIE AUSSIE[7]

NJPW、RevProに参戦した時に使用。
- Close Your Eyes (And Count to Fuck)[8] / Run The Jewels

PWA Black Label等に参戦した時に使用。